# Kaufingerstraße

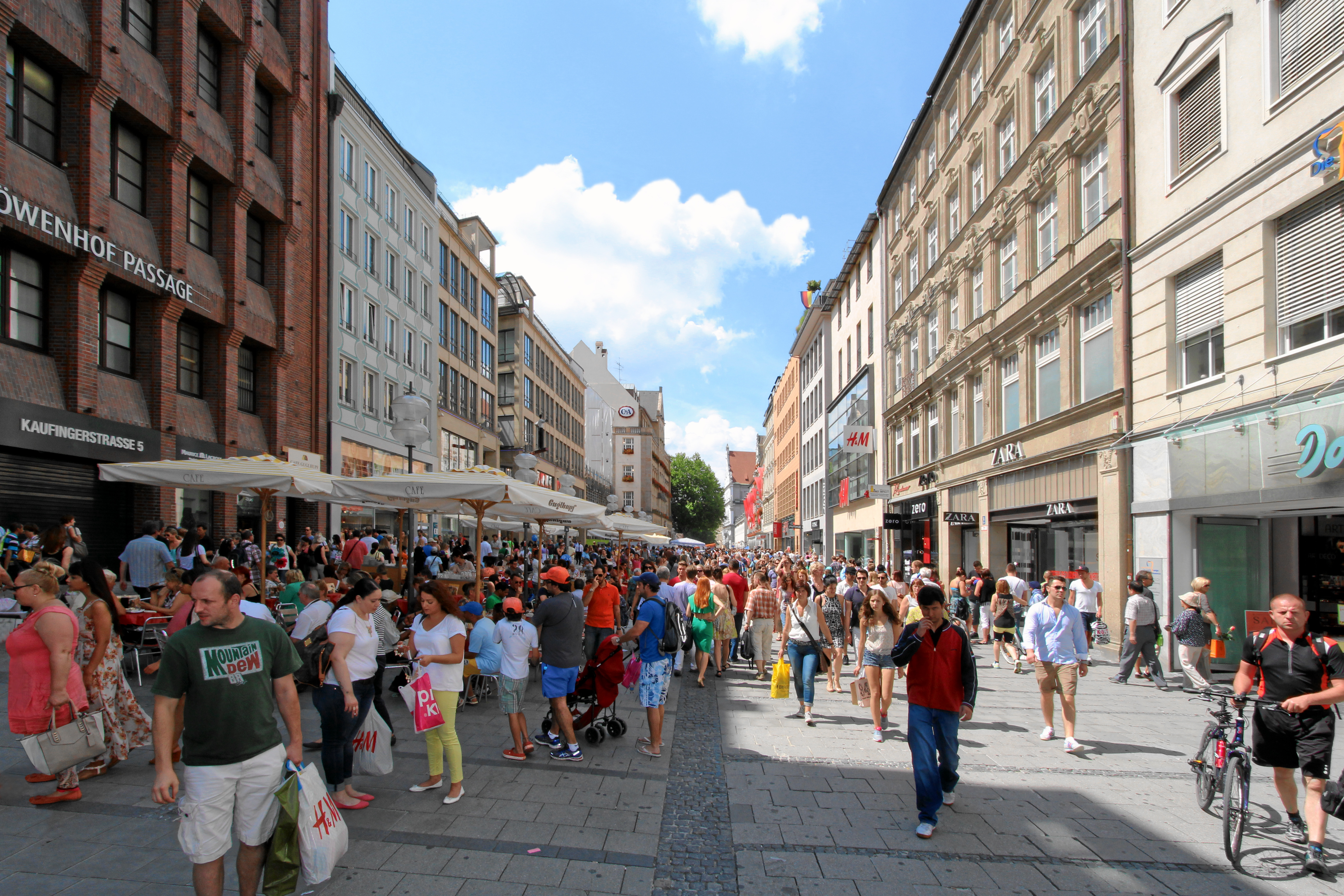
La Kaufingerstraße cerca de la Marienplatz.

La Kaufingerstraße es una de las calles más antiguas de Múnich (Alemania) y, junto con la Neuhauser Straße, una de las calles de tiendas más importantes de la ciudad.

## Importancia comercial

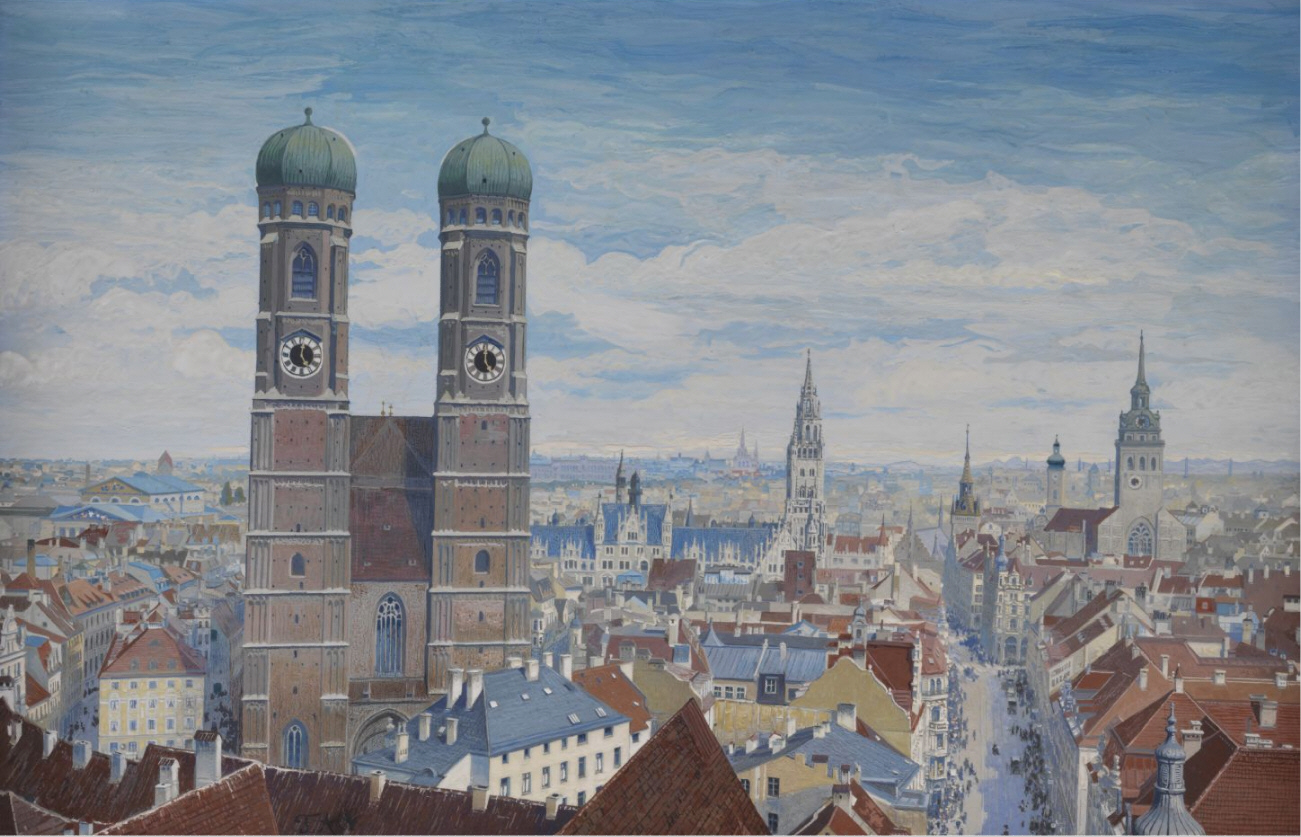
Vista de la Frauenkirche (izquierda) y la Kaufingerstraße (derecha), en torno a 1910.

Con una media de 12 975 transeúntes por hora (a fecha de 5 de mayo de 2011), la Kaufingerstraße es una de las calles de tiendas con más ventas de Alemania. Los precios de los alquileres comerciales y de compra de solares son más altos que en cualquier otra calle de Alemania. En 2008, los precios de los alquileres comerciales estaban en torno a los 300 euros por metro cuadrado y los precios de compra de solares estaban en torno a los 50 000 euros por metro cuadrado. En ese mismo año, la calle estaba en el puesto noveno entre las calles de tiendas con precios de alquiler más altos del mundo.
En 2010, fue, con 11 905 transeúntes por hora, la tercera calle de tiendas más ajetreada de Alemania. En 2011, la Kaufingerstraße pasó al puesto cuarto de las calles de tiendas más visitadas de Alemania, por detrás de la Zeil en Frankfurt (13 035 transeúntes por hora). Mientras tanto, la Neuhauser Straße se situó en segundo lugar en esa lista. De acuerdo con un estudio de Jones Lang LaSalle (JLL), en 2013 fue la calle más ajetreada de Múnich con 13 515 transeúntes por hora. En ese mismo año, la Neuhauser Straße se situó en segundo lugar con 11 920 transeúntes, esta vez por detrás de la Westenhellweg de Dortmund (12 950 transeúntes por hora). Debido a esto, Múnich es la única ciudad alemana con dos calles de tiendas en la lista de las cinco más visitadas del país. Según un análisis de JLL de 2015, la Kaufingerstraße es la calle de tiendas más cara de Alemania, con unos alquileres prime de 360 euros por metro cuadrado.